# Långnäs gård

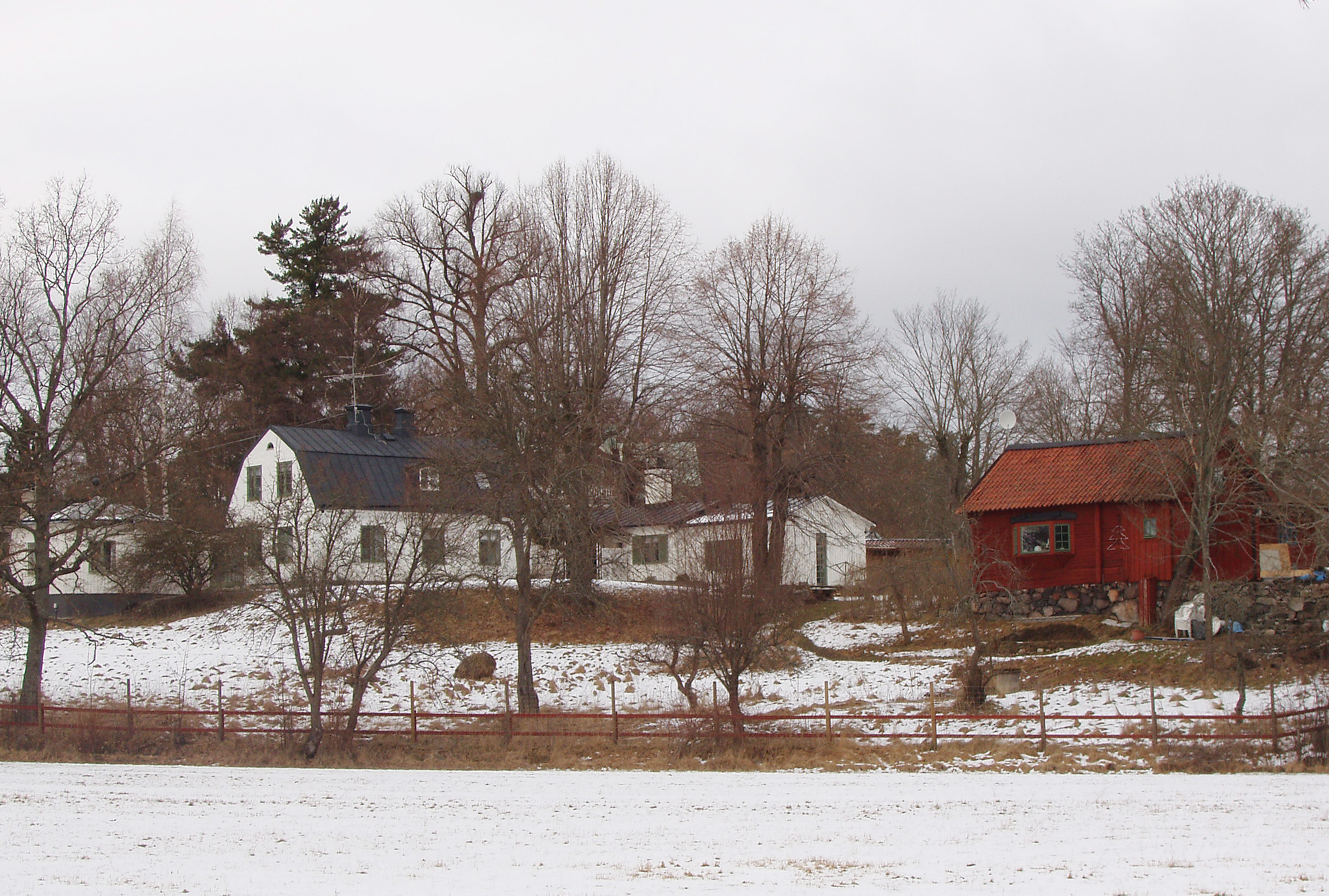
Långnäs gård. Foto: mars 2009.

Långnäs gård en privatägd gård på Lidingö med ursprung som en större lantbruksgård från mitten av 1300-talet.

## Historia
Under åren 1376-1381 förvärvade Bo Jonsson (Grip) de flesta lantbruksgårdarna på Lidingö där Långnäs gård finns angiven i köpehandlingar. Nuvarande gårdshus uppfördes någon gång på slutet av 1700-talet när Banérs på Djursholms slott efter laga skogsdelning mellan Lidingös frälsehemman den 29 augusti 1774 sålde ut alla Lidingögårdar. Gården såldes 1775 till Olof Lettström (1718-1786), assessor i kammarrevisionen, som kort därefter överlät gården den 1 juli 1775 till Vaxholmsbon Olof Ersson Liding (1729-1794). Lidings dotter Anna Margareta, gift med inspektor Petter Malmstedt, bodde kvar på gården fram till faderns död 1794 och sålde gården 1820 till Per Fresk (1795-1869), son till fabrikör Lars Fresk på Elfviks gård. Efter att Lars Fresk gått i konkurs 1828 och lämnat Lidingö 1829, liksom hans son Per Fresk då de flyttade ut till Värmdö, såldes gården 1829 till Thure Fredrik von Baumgarten (1791-1844).
Vid mitten av 1900-talet ägdes gården av textilkonstnären Edna Martin som under tre decennier var chef för Handarbetets vänner. Efter en om- och tillbyggnad 1946 efter ritningar av arkitekten Artur von Schmalensee, blev huset åretruntbostad. Byggnads- och inredningsstilen från 1700-talet bevarades till stor del och än i dag har Långnäs gård mycket kvar av sin ursprungliga 1700-talskaraktär.
Vid vissa tillfällen upplåts gården för konstutställningar av utvalda konstnärer som själva svarar för visningen. Årligen hålls också en mindre julmarknad vid Långnäs gård som arrangeras av nuvarande ägaren till Långnäs gård.

### Webbkällor
- ”Shabby chic, hissgardiner och 1700-tal”. Sköna Hem. Arkiverad från originalet den 3 juni 2016. http://archive.is/2016.06.03-132114/http://skonahem-static-cdn.bonnierdigitalservices.se/inspiration/Inspirerandehem/1700tal_pa_langnas.